# 生見駅
生見駅（ぬくみえき）は、鹿児島県鹿児島市喜入生見町にある、九州旅客鉄道（JR九州）指宿枕崎線の駅である。鹿児島市最南端の駅である。

## 歴史

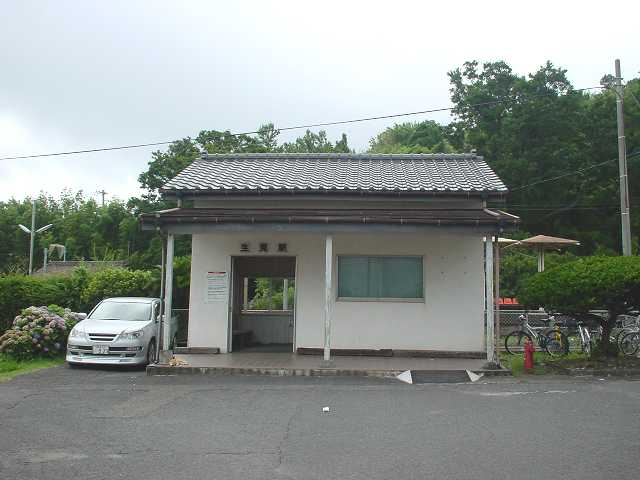
旧駅舎（2005年6月）

- 1934年（昭和9年）12月19日：鉄道省指宿線（現・指宿枕崎線）の駅として開設[1]。
- 1962年（昭和37年）8月20日：貨物取扱廃止[1]。
- 1963年（昭和38年）10月31日：指宿線が指宿枕崎線へ改称、同線の駅となる[1]。
- 1983年（昭和58年）3月8日：指宿枕崎線CTC化に伴い、無人駅化[2]。荷物扱い廃止[3]。
- 1987年（昭和62年）4月1日：国鉄分割民営化に伴い、JR九州の駅となる[1]。

## 駅構造
島式ホーム1面2線を有する列車交換可能な地上駅。
無人駅。駅舎とは構内踏切で連絡している。ごく短いホームの残る側線が1本残されているが、この側線は保線車両留置スペースとして使用されている。

### のりば
| 番線 | 路線        | 方向 | 行先                 |
| ---- | ----------- | ---- | -------------------- |
| 1    | ■指宿枕崎線 | 下り | 指宿・山川・枕崎方面 |
| 2    | ■指宿枕崎線 | 上り | 鹿児島中央方面       |

- のりば表記は駅掲載及び公式サイトの駅別時刻表に記述[4]

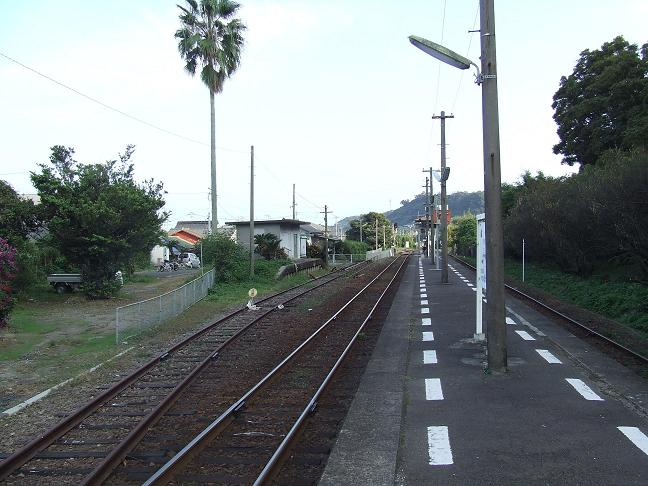
ホーム（2009年10月）

## 利用状況
- 2018年度の1日平均乗降人員は113人である。

| 年度 | 1日平均 乗車人員 | 1日平均 乗降人員 |
| ---- | ---------------- | ---------------- |
| 2002 | 126              |                  |
| 2003 | 115              |                  |
| 2004 | 110              |                  |
| 2005 | 110              |                  |
| 2006 | 93               |                  |
| 2007 | 87               | 180              |
| 2008 | 82               | 169              |
| 2009 | 79               | 161              |
| 2010 | 79               | 161              |
| 2011 | 71               | 147              |
| 2012 | 68               | 142              |
| 2013 | 71               | 145              |
| 2014 | 73               | 149              |
| 2015 | 69               | 144              |
| 2018 | -                | 113              |

## 駅周辺
- 生見郵便局
- 生見海水浴場
- 千貫平
- マングローブの林 - 詳細は「喜入のリュウキュウコウガイ産地」を参照。

## 隣の駅
九州旅客鉄道（JR九州）
■指宿枕崎線
■快速「なのはな」
通過
■普通
前之浜駅 - 生見駅 - 薩摩今和泉駅